# Dvärgranunkel
Dvärgranunkel (Ranunculus pygmaeus) är en växtart i familjen ranunkelväxter.